# 라쿤시티
라쿤시티(Raccoon City)는 비디오 게임 바이오하자드 시리즈에 등장하는 가상의 도시이다.

## 개요
설정상 미국 중서부에 있는, 숲에 둘러싸인 작은 도시로, 원래는 시골 마을이었지만 엄브렐라 코퍼레이션 공장이 교외에 건설되자 비약적으로 발전한다. 도시의 이름 중 라쿤(Raccoon)은 미국 너구리를 의미한다.
이후 엄브렐라 코퍼레이션 내에서 개발 중이었던 T-바이러스가 유출되어 대다수 시민이 좀비가 되었고, 정부의 결정으로 기화폭탄이 도시에 투하되어 도시 자체가 사라졌다.
이 사건은 전 세계인이 T-바이러스에 대한 공포심을 자각하게 되는 일종의 계기가 되었다.

## 지리
북부에는 아크레이 산지라는 아름다운 산맥이 이어져 있고, 관광지가 있다. 도시는 사방이 산지로 둘러싸인 산간 지대에 위치한 지역으로 교통 수단은 고속도로 1개로 교통편은 좋다고는 말할 수 없다. 시내를 흐르는 세큘러 강, 마블 강이 있다. 도심은 에너델 거리(Ennerdale St)를 사이에 두고 북쪽의 다운 타운과 남쪽의 업타운의 구획으로 나뉘어 있다. 주요 간선 도로는 센트럴 거리(Central St.), 워렌 거리(Warren St.), 라쿤 거리 (Raccoon St.), 미션 거리(Mission St.)가 존재한다. 또한, 이웃 마을로는 스톤빌이라는 마을이있다.